# Neronův rozkaz
„Nařízení o demolicích v Říši“ (německy: Befehl betreffend Zerstörungsmaßnahmen im Reichsgebiet), později znám jako „Neronův rozkaz“ (německy: Nerobefehl), byl příkaz vydaný 19. března 1945 Adolfem Hitlerem, který nařizoval zničení všech vojenských, dopravních, zpravodajských, průmyslových a zásobovacích zařízení a staveb a také veškerých cenných věcí na území Třetí říše, které by mohly být nepřítelem zabrány a zneužity ve válce. Dále také měli občané Německa okamžitě opustit území získané Sověty pod sankcí zastřelení. Dohlížitelem na splnění rozkazu měl být Albert Speer, ministr zbrojního a válečného průmyslu nacistického Německa a hlavní architekt Adolfa Hitlera. Jméno příkazu nese název podle legendárního požáru Říma, ke kterému došlo roku 64 n. l, a který je nejčastěji přičítán císaři Nerovi.

## Pozadí události
V březnu roku 1945 začínala být válečná situace Německa neudržitelná a zoufalá. Bylo jasné, že se blíží konec války, a většina dříve zabraného území byla znovu osvobozena. Bitva v Ardenách dopadla pro Německo neúspěšně a spojenecké armády postupovaly z východu i ze západu na Německo. Hitler však odmítl složit zbraně a namísto kapitulace vydal toto nařízení, které mělo zabránit tomu, aby německé prostředky padly do rukou nepřítele.

## Znění Hitlerova rozkazu
| „              | Bylo by pošetilé se domnívat, že nezničená, nebo jen lehce poškozená infrastruktura – ať již dopravního, komunikačního, hospodářského a zásobovacího charakteru – by opět mohla být po opětovném získání ztraceného území opět uvedena v provoz. Nepřítel nám zanechá při svém ústupu jen spálenou zem a to bez jakékoli ohleduplnosti na civilní obyvatelstvo. Proto nakazuji: Veškerá vojenská komunikační, hospodářská a zásobovací zařízení (…) na říšském území, která by mohl využít nepřítel využít k pokračování boje, budou zničena. | “ |
| — Adolf Hitler | |   |

## Reakce Speera a výkon rozkazu
Albert Speer, Hitlerův hlavní architekt a tehdejší ministr zbrojního a válečného průmyslu, byl tímto výnosem šokován, rozkazu tedy bezprostředně neuposlechl. V průběhu dalších dní Speer v doprovodu Walthera Rohlanda a jeho kolegů z rúrského štábu ministerstva zbrojení objížděl západní kraje Německa se záměrem vymluvit župním vedoucím jejich očekávanou ochotu splnit Hitlerův rozkaz (částečně za užití obvykle nacistické argumentace o nutnosti zachovat objekty a zařízení pro válečnou produkci, která byla pro dosažení vítězství nezbytná). Speer župní vedoucí přesvědčil, že Hitlerovy evakuační rozkazy jsou neproveditelné. Albert Speer přednesl Hitlerovi žádost o zrušení tohoto rozkazu. Hitler mu nevyhověl a dal mu 24 hodin, aby svůj postoj přehodnotil. Po této lhůtě Speer vyjádřil Hitlerovi podporu a rozhodl se rozkazu uposlechnout, ale jen naoko. Přiměl Hitlera, aby původní směrnici z devatenáctého března doplnil o nové nařízení, jež ministrovi zbrojení dávalo výhradní pravomoc rozhodovat o ničení průmyslových objektů a infrastruktury. Jako ministr nadále pokračoval v maření rozkazu zničit celé vnitřní území nacistického Německa, což Hitler podle všeho minimálně tušil a tajně to toleroval. Tím zamezil proměně Německa ve „spálenou zemi“, kterou diktátor předtím nařídil (třebaže Wehrmacht během ústupu zničil řadu důležitých mostů). Speer si do svých akt poznamenal Hitlerův souhlas s tím, že na rozdíl od obrovského Ruska neměla taktika „spálené země“ pro tak malé území jako Německo význam. Bezprostředně poté rozeslal patřičně pozměněný Hitlerův rozkaz, jenž nově ponechával způsob provedení výhradně na ministrovi zbrojení. Třetího dubna odpověděl na žádost župního vedoucího Ueberreithera (Dolní Podunají) o povolení zničit vodárny a elektrárny: „Podle Vůdcova nařízení z 30. 3. 1945 se politika spálené země ruší.“ A zdůraznil, že dočasné vyřazení z provozu „plně uspokojuje Vůdcem sledovaný cíl“. Velitelství Wehrmachtu (Oberkommando der Wehrmacht), OKW) 3. dubna prohlásilo, že i přes vůdcův rozkaz zničit všechna zařízení, která by nepřítel mohl využít, bylo v některých případech účelnější demolici nahradit „dlouhodobým vyřazením z provozu“ (německy: nachhaltige Unterbrechung), které by mohlo skončit, jakmile by se naskytla možnost mosty znovu obsadit. Ve věci ničení vojensky důležitých zařízení si Wehrmacht evidentně chtěl vyhradit právo rozhodnout dle vlastního uvážení. Rozkaz tedy v plném rozsahu proveden nikdy nebyl, demolice se dotkla pouze pár vybraných objektů. Přesně měsíc po upraveném vydání znění rozkazu dne 30. dubna spáchal Adolf Hitler sebevraždu.